# Heliconius elevatus
Heliconius elevatus är en fjärilsart som beskrevs av Nöldner 1901. Heliconius elevatus ingår i släktet Heliconius och familjen praktfjärilar. Inga underarter finns listade i Catalogue of Life.

## Bildgalleri

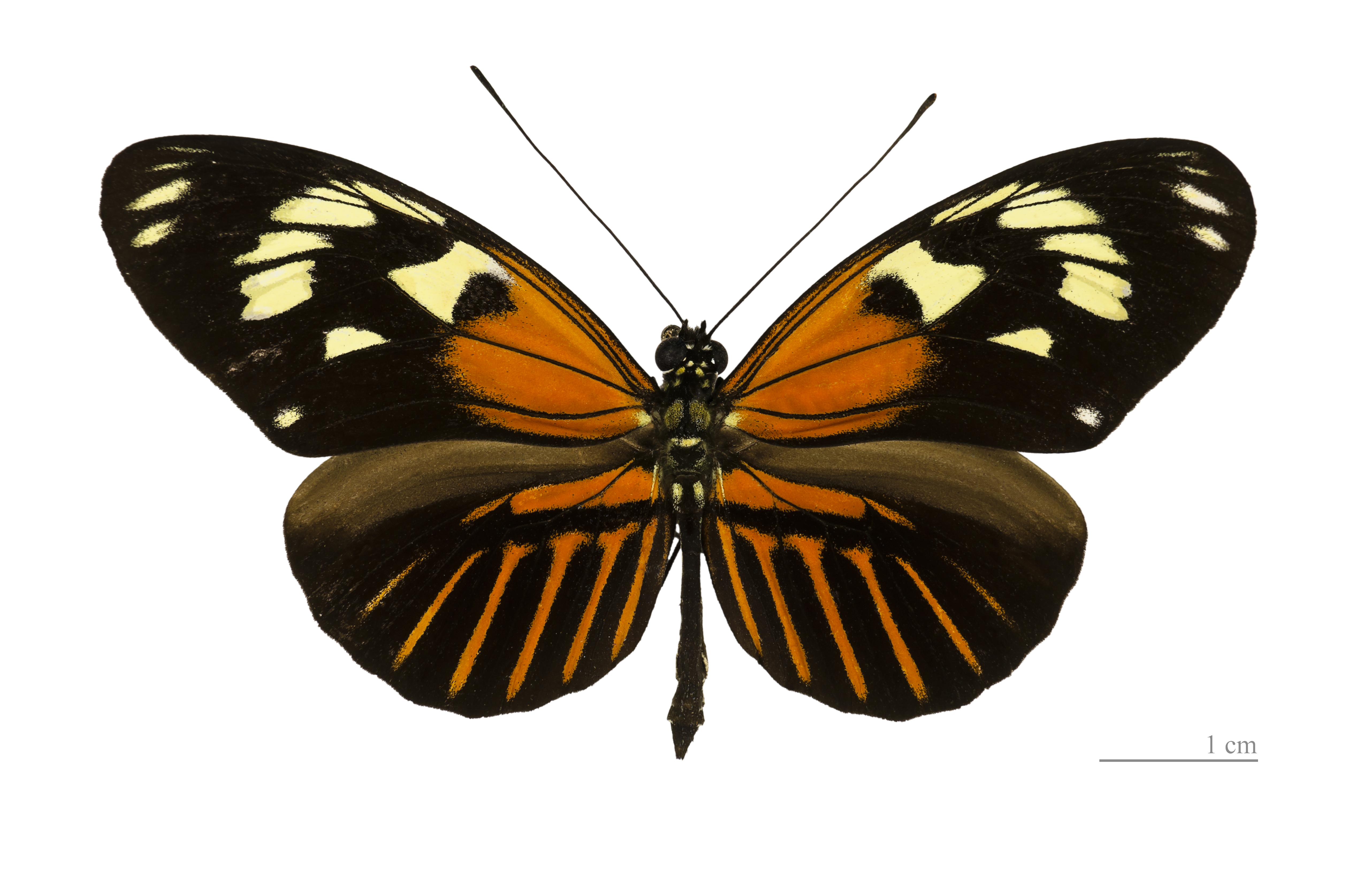
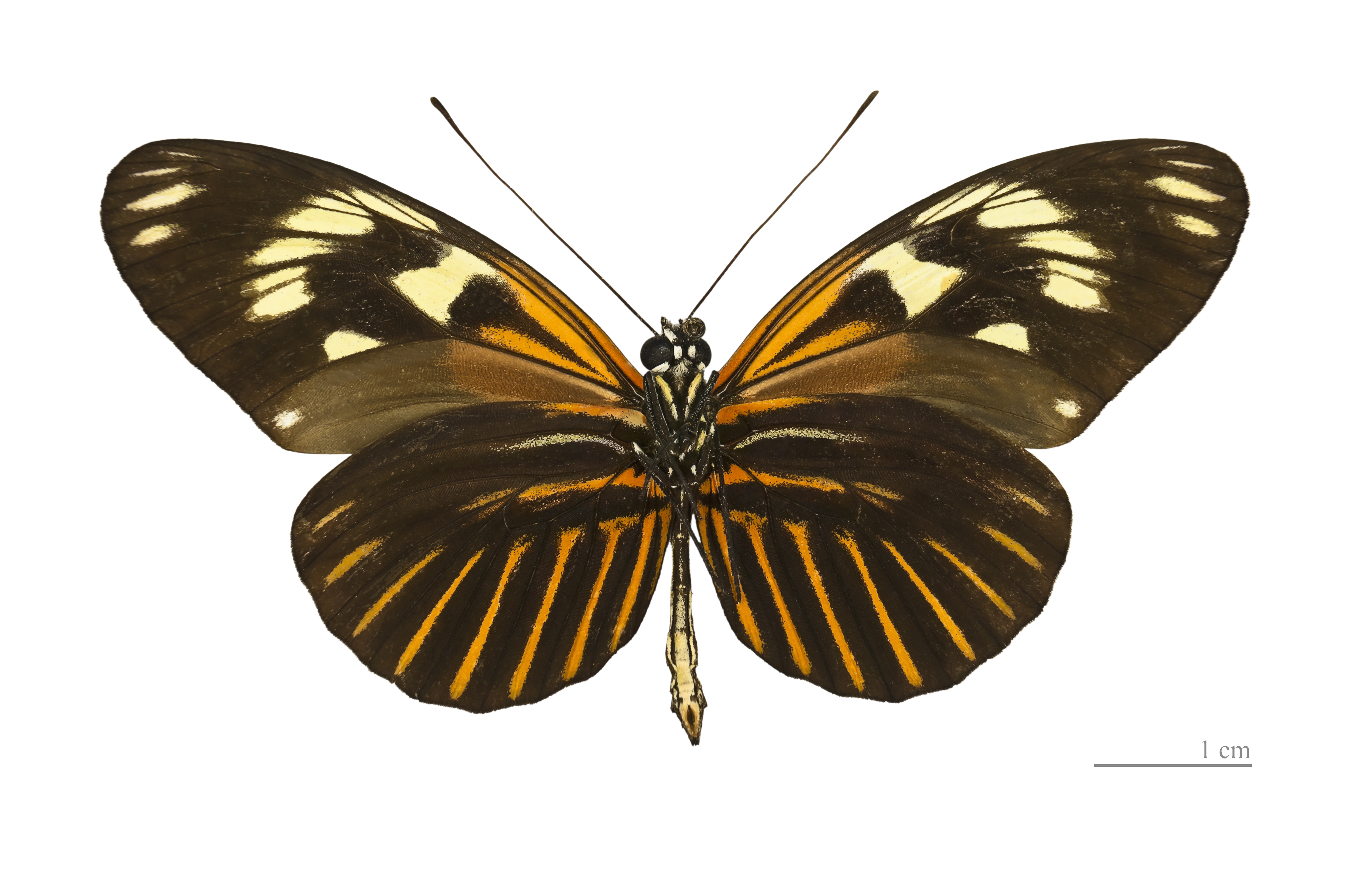
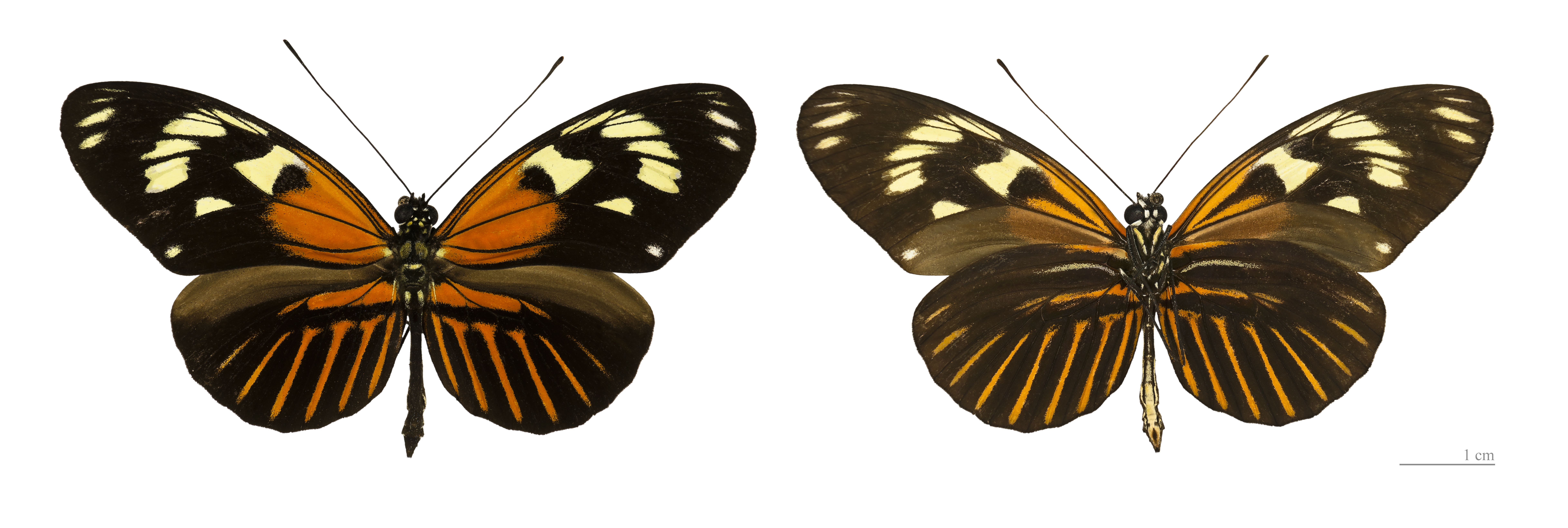